# Drew Weissman
Drew Weissman (sinh ngày 7 tháng 9 năm 1959) là một bác sĩ-nhà khoa học người Mỹ và được trao Giải Nobel Sinh lý học hoặc Y học năm 2023 nổi tiếng vì những đóng góp của ông cho ngành sinh học RNA. Công trình nghiên cứu của ông được sử dụng để phát triển vắc-xin mRNA, trong đó công trình nổi tiếng nhất của ông là vắc xin phòng ngừa COVID-19 được sản xuất bởi BioNTech/Pfizer và Moderna. Weissman là giáo sư đầu tiên của Roberts Family Professor trong nghiên cứu vắc xin, giám đốc Viện đổi mới RNA của Penn và là giáo sư y khoa tại Trường Y khoa Perelman tại Đại học Pennsylvania (Penn). Ông và đồng nghiệp nghiên cứu của mình Katalin Karikó đã nhận được nhiều giải thưởng bao gồm giải nghiên cứu y học Lâm sàng Lasker-DeBakey danh giá). Ông được trao Giải Nobel Sinh lý học hoặc Y học năm 2023 cùng với Karikó "cho những khám phá của họ liên quan đến việc chỉnh sửa gốc nucleoside cho phép phát triển vắc xin mRNA hiệu quả chống lại COVID-19".

## Tiểu sử
Weissman sinh ra ở Lexington, Massachusetts vào ngày 7/9/1959, cha của Drew Weissman là người Do Thái còn mẹ của Drew Weissman là người Ý. Trong khi mẹ của Weissman không chuyển sang Do Thái giáo, từ nhỏ cậu đã tham gia tất cả các ngày lễ của người Do Thái.
Drew Weissman lớn lên ở Lexington, Massachusetts và theo học tại trường trung học Lexington, tốt nghiệp năm 1977. Drew Weissman đã nhận được bằng cử nhân và thạc sĩ của Đại học Brandeis năm 1981, nơi anh theo học chuyên ngành hóa sinh và enzyme và làm việc trong phòng thí nghiệm của Gerald Fasman. Anh đã nghiên cứu đề tài miễn dịch học và vi sinh học để nhận bằng thạc sĩ và tiến sĩ vào năm 1987 tại Đại học Boston Sau đó, Weissman thực tập nội trú tại Trung tâm Y tế Beth Israel Deaconess, sau đó nhận học bổng tại Viện Y tế Quốc gia (NIH), dưới sự hướng dẫn của Anthony Fauci, lúc đó là giám đốc Viện Dị ứng và Bệnh Truyền nhiễm Quốc gia.